# Sergio García (historietista)
Sergio García Sánchez (Guadix, Granada, 15 de mayo de 1967), que firma simplemente como Sergio García, es un historietista y teórico de la historieta español. Trabaja fundamentalmente para el mercado francés, quedando gran parte de su obra inédita en su país natal.

## Biografía
Estudió Bellas Artes en la Facultad de Bellas Artes de la Universidad de Granada, en la que ostenta actualmente el cargo de Catedrático.
Inició su carrera profesional como dibujante de cómics en la revista Viñetas de Ediciones Glénat, donde realizaba la página Ralph Edison. La misma editorial publicaría su miniserie Amura. 
Optaría a partir de entonces por dedicarse al mercado francés, mucho más potente que el autóctono. Su álbum Utopía sería premiado en el Festival de Illzach y luego publicaría Mons Olimpus en 1997. A partir de entonces, iniciaría su colaboración con destacados guionistas del cómic francés: Les Trois Chemins (1999-2003) con Lewis Trondheim y Dexter London (2002) con Léo.
Asimismo, publicó con Trondheim en 2006 el libro teórico Bande dessinée apprendre et comprendre, traducido al castellano por Cómo hacer un cómic. También es autor de Anatomía de una historieta (Ediciones Sinsentido) e Historia de una página (Glénat). Además, ha impartido conferencias sobre cómic en diversas instituciones de Europa.
En 2011 y con Lola Moral publica 'Odi's blog' (Dargaud), publicado en España por la editorial Dibbuks.
Ha ilustrado el libro de Nadja Spiegelman, 'Perdidos en NYC', ganador de muchos premios educativos y que acerca a los jóvenes lectores de todo el mundo al bullicio y la belleza de la Ciudad de Nueva York. La obra representó al Estado de Nueva York en la Feria Nacional del Libro.
En 2021 ha diseñado la portada del 96 aniversario de 'The New Yorker'

## Premios y reconocimientos
- Premio Nacional de Ilustración (2022)